# セールスアンカー
セールスアンカーとは、バイヤーが交渉によって買った商品をお客に売り込む仕事のこと。通信販売業界でしばしば使用される言葉である。